# Dirphia sombrero
Dirphia sombrero är en fjärilsart som beskrevs av Le Cerf 1934. Dirphia sombrero ingår i släktet Dirphia och familjen påfågelsspinnare. Inga underarter finns listade i Catalogue of Life.